# Ouled Gacem
Ouled Gacem (em árabe: أولاد قاسم) é uma comuna localizada na província de Oum El Bouaghi, Argélia. De acordo com o censo de 2008, a população total da cidade era de 7 107 habitantes.